# Joyride (песня Roxette)
«Joyride» — песня шведского поп-рок дуэта Roxette. Написанная Пером Гессле, она была выпущена как заглавный сингл с их третьего студийного альбома «Joyride» в 1991 году после крайне успешного второго студийного альбома группы «Look Sharp!» (1988). Песня стала одним из самых больших хитов Roxette, а также одним из самых успешных синглов 1991 года, возглавив чарты по всей Европе, а также в Австралии, Канаде и США.
«Joyride» является одним из 5 синглов Roxette, возглавивших американский чарт синглов Billboard.

## Запись и выпуск
Пер Гессле рассказал в интервью, что первая строка песни была подсказана ему его девушкой (в 1993 году ставшей его женой) Осой Нордин. Уходя из дома, она оставила ему записку на рояле: «Hej din tok, jag alskar dig» («Hello, you fool, I love you», «Эй, дурачок, я люблю тебя»). Бывший тур менеджер The Beatles Дейв Эдвардс считается автором названия песни, так как само слово «joyride» происходит из его интервью, в котором он сказал, что Пол Маккартни говорил, что писать песни вместе с Джоном Ленноном, это как «a long joyride» (длительная увеселительная поездка на автомобиле).
Свист в песне Пер Гессле позаимствовал у Монти Пайтон в их песне «Always Look on the Bright Side of Life».
Музыкальная группа Alvin and the Chipmunks и The Chipettes записали кавер на «Joyride» в 1991 году для своего альбома «The Chipmunks Rock the House». Во время плей-офф кубка Стенли 1994 года песня использовалась как intro music перед выходом команды Ванкувер Кэнаксна лёд перед каждой игрой.

## Видеоклип
На песню был снят видеоклип. Съемки проходили в пустыне в США. Во время процесса произошёл небольшой инцидент: по сюжету Пер Гессле и Мари Фредрикссон едут на капоте спортивной машины и играют на гитаре, однако водителя машины не видно — его замаскировали. В определённый момент водитель должен был затормозить, но по какой-то причине этого не произошло и Гессле с Фредрикссон слетели с капота, не получив, однако, серьёзных травм.
На 30-летний юбилей выхода альбома «Joyride», видеоклип на заглавную композицию был отсканирован с 35 мм пленки и отреставрирован в 4K. Тем не менее, новый клип не является точной копией оригинального — некоторые сцены (продолжительностью несколько секунд) были заменены новыми из-за того, что качество оригинальной пленки было недостаточно хорошим.

## Коммерческая эффективность
Песня стала одним из самых больших хитов дуэта и одним из самых успешных синглов 1991 года. Это был их первый сингл № 1 в их родной стране, а также их первый сингл в Швеции, получивший платиновую сертификацию. Сингл также возглавил чарты во многих других странах, таких как Австрия, Финляндия, Нидерланды, Норвегия, Испания и Швейцария. В Германии песня продержалась на № 1 в течение восьми недель, где получила золотую сертификацию от Bundesverband Musikindustrie за продажи объёмом 250 000 копий. «Joyride» достиг 4 места в музыкальном чарте синглов Великобритании UK Singles Chart, это был второй самый крупный успех Roxette в этой стране после «It Must Have Been Love».
Песня провела три недели на вершине Australian Singles Chart, и получила платиновую сертификацию от Австралийская ассоциация звукозаписывающих компаний за продажи в размере 70 000 копий. Сингл стал одним из самых продающихся в Австралии в 1991 году. Сингл стал четвёртым и последним № 1 в США в чарте Billboard Hot 100. Сингл также возглавил национальный чарт синглов RPM в Канаде, где получил золотую сертификацию от Music Canada (бывшая Ассоциация ассоциация звукозаписывающих компаний) за продажи свыше 50 000 копий, и был номинирован на премию Juno Award в 1992 году как Самый успешно продающийся сингл иностранного исполнителя.

## Форматы и список песен
Все песни написаны Пером Гессле.
- Кассеты и 7" сингл (Швеция 1364002 · Великобритания TCEM177 · США 4JM-50342)

1. «Joyride» (7" Version) — 3:58
2. «Come Back (Before You Leave)» — 4:34

- 12" сингл (Швеция 1364006 · Германия 1C-060-1364006)

1. «Joyride» (12" Version / magicfriendmix) — 6:08
2. «Joyride» (7" Version) — 3:58
3. «Come Back (Before You Leave) — 4:34

- CD-сингл (Швеция 1364002 · Великобритания CDEM177)

1. „Joyride“ (7» Version) — 3:58
2. «Come Back (Before You Leave)» — 4:34
3. «Joyride» (12" Version / magicfriendmix) — 6:08
4. «Joyride» (US Remix) — 4:04

## Чарты
| Chart (1991)                       | Peak position |
| ---------------------------------- | ------------- |
| Австралия (ARIA)                   | 1             |
| Австрия (Ö3 Austria Top 40)        | 1             |
| Бельгия/Фландрия (Ultratop 50)     | 1             |
| Канада (RPM Top Singles)           | 1             |
| European Hot 100 (Music & Media)   | 1             |
| Finland (Suomen virallinen lista)  | 1             |
| Франция (SNEP)                     | 39            |
| Германия (GfK)                     | 1             |
| Ирландия (IRMA)                    | 9             |
| Italy (FIMI)                       | 4             |
| Japan International (Oricon)       | 1             |
| Нидерланды (Dutch Top 40)          | 1             |
| Нидерланды (Single Top 100)        | 1             |
| Новая Зеландия (Recorded Music NZ) | 3             |
| Норвегия (VG-lista)                | 1             |
| Poland Airplay (ZPAV)              | 3             |
| Spain (AFYVE)                      | 1             |
| Швеция (Sverigetopplistan)         | 1             |
| Швейцария (Schweizer Hitparade)    | 1             |
| Великобритания (OCC UK Singles)    | 4             |
| США (Billboard Hot 100)            | 1             |
| США (Billboard Adult Contemporary) | 21            |
| США (Billboard Radio Songs)        | 5             |

| Chart (1991)                            | Position |
| --------------------------------------- | -------- |
| Australian Singles (ARIA)               | 9        |
| Austrian Singles (Ö3)                   | 6        |
| Belgian Singles (Ultratop Flanders)     | 7        |
| Brazilian Singles (ABPD)                | 50       |
| Canadian Singles (RPM)                  | 6        |
| Dutch Singles (Top 40)                  | 11       |
| Dutch Singles (Top 100)                 | 12       |
| German Singles (GfK)                    | 4        |
| Italian Singles (FIMI)                  | 24       |
| Japanese International Singles (Oricon) | 14       |
| New Zealand Singles (Recorded Music NZ) | 37       |
| Norwegian Singles (VG-lista)            | 1        |
| Swiss Singles (Schweizer Hitparade)     | 2        |
| UK Singles (OCC)                        | 36       |
| US Year-End Hot 100 Singles (Billboard) | 23       |
| US Singles (Cashbox)                    | 33       |
| US Radio Songs (Billboard)              | 37       |
| US Pop Songs (Billboard)                | 37       |

| Chart (1990-99)      | Position |
| -------------------- | -------- |
| German Singles (GfK) | 24       |

## Сертификация
| Регион | Сертификация | Продажи  |
| --- | ------------ | -------- |
| Австралия (ARIA) | Платиновый   | 70 000^  |
| Австрия (IFPI Austria)                                                                                                   | Золотой      | 25 000*  |
| Канада (Music Canada) | Золотой      | 50 000^  |
| Германия (BVMI) | Золотой      | 250 000^ |
| Швеция (GLF) | Платиновый   | 50 000^  |
| * Данные о продажах приведены только на основе сертификации. ^ Данные о тиражах приведены только на основе сертификации. |              |          |